# رابرت سیلوربرگ
رابرت سیلوربرگ (به انگلیسی: Robert Silverberg) ‏(متولد ۱۵ ژانویه ۱۹۳۵ میلادی در بروکلین) نویسندهٔ آمریکایی سبک‌های علمی-تخیلی و خیال‌پردازی است. وی در زمان دانشجویی برای مجلات دانشجویی قلم می‌زد. اما در پی فارغ‌التحصیل شدن، نویسندگی را به عنوان شغل اصلی خود پی گرفت.
از جمله آثار مشهور او می‌توان به فرزندان ناتنی زمین و شبانگاه (مشترک با آیزاک آسیموف) اشاره کرد. داستان‌های وی به کرات برندهٔ جوایز هوگو و نبیولا شده‌اند.